# Andrij Sydel'nykov
Andrij Anatolijovyč Sydel'nykov (in ucraino Андрій Анатолійович Сидельников?, in russo Андрей Анатольевич Сидельников?, Andrej Anatol'evič Sidel'nikov; Roven'ky, 27 settembre 1967) è un ex calciatore sovietico dal 1991 ucraino, di ruolo difensore.

## Statistiche

### Cronologia presenze e reti in Nazionale
| Cronologia completa delle presenze e delle reti in nazionale ― Unione Sovietica | Cronologia completa delle presenze e delle reti in nazionale ― Unione Sovietica | Cronologia completa delle presenze e delle reti in nazionale ― Unione Sovietica | Cronologia completa delle presenze e delle reti in nazionale ― Unione Sovietica | Cronologia completa delle presenze e delle reti in nazionale ― Unione Sovietica | Cronologia completa delle presenze e delle reti in nazionale ― Unione Sovietica | Cronologia completa delle presenze e delle reti in nazionale ― Unione Sovietica | Cronologia completa delle presenze e delle reti in nazionale ― Unione Sovietica |
| Data                                                                            | Città                                                                           | In casa                                                                         | Risultato                                                                       | Ospiti                                                                          | Competizione                                                                    | Reti                                                                            | Note                                                                            |
| ------------------------------------------------------------------------------- | ------------------------------------------------------------------------------- | ------------------------------------------------------------------------------- | ------------------------------------------------------------------------------- | ------------------------------------------------------------------------------- | ------------------------------------------------------------------------------- | ------------------------------------------------------------------------------- | ------------------------------------------------------------------------------- |
| 23/11/1990                                                                      | Port of Spain                                                                   | Trinidad e Tobago                                                               | 0 – 2                                                                           | Unione Sovietica                                                                | Carib B.W.I.A. Triangular Soccer Series                                         | -                                                                               | 46’                                                                             |
| 30/11/1990                                                                      | Città del Guatemala                                                             | Guatemala                                                                       | 0 – 3                                                                           | Unione Sovietica                                                                | Amichevole                                                                      | -                                                                               | 46’                                                                             |
| Totale                                                                          |                                                                                 | Presenze                                                                        | 2                                                                               |                                                                                 | Reti                                                                            | 0                                                                               |                                                                                 |

## Palmarès

### Club
- Campionato sovietico: 2

Dinamo Kiev: 1986
Dnepr: 1988
- Coppa dell'Unione Sovietica: 1

Dnepr: 1988-1989
- Supercoppa dell'Unione Sovietica: 2

Dinamo Kiev: 1986
Dnepr: 1988
- Coppa delle Federazioni sovietiche: 1

Dnepr: 1989

### Nazionale
- Campionato d'Europa Under-21: 1

1990

### Individuale
- Miglior marcatore dell'Europeo Under-21: 1

1990 (4 reti a pari merito con Davor Šuker)